# 御児
御児（おちご）とは、江戸時代の朝廷において、非公式な形で天皇や上皇ならびに皇太子に近侍した元服前の公家の子弟のこと。明治以降も宮内省に「侍従職出仕」という名称で存続していた。

## 歴史
朝廷においては、室町時代以降、交替で天皇に近侍する禁裏小番の制度が確立されるが、戦国時代に入ると公家の地方への下向や家そのものの絶家などが増加して人員不足に陥っていた。そのため、在京していた元服前の公家の子弟にも小番勤務を命じるようになった。世情が落ち着いた後陽成天皇の時代に禁裏小番の最低年齢は15歳と定められたものの、依然として元服前の子弟の出仕も継続され、禁裏小番を務める朝廷の正式な成員とは違う取り扱いを受けるようになった。それが御児の始まりと考えられている。
非公式な存在であるため史料の制約があるが、禁裏（天皇）に属する「禁中児」には2名、仙洞（上皇）に属する「院中児」と東宮（皇太子）に属する「東宮児」には各1名付けられ、女院や中宮にも付けられていた可能性はあるものの詳細は不明である。出身は羽林家・名家・半家の次男以下がほとんどであるが、江戸時代前期には清華家や大臣家の次男以下が就いていた例も見られる。その一方で、羽林家・名家以下で外様・新家に区分された家の中には嫡男でも御児となった家がある（大原家や豊岡家など、江戸時代を通じて多くの御児を輩出した家に見られる）。当時の公家社会では嫡男は10歳くらいで元服して公家の仲間入りするのが普通で、元服を終えていなくても位階は与えられるものの、その上限は従五位下までとされていた。従って、15歳くらいまで御児を務めるとその分元服が遅くなり将来の出世にも関わってくるため、本来であればあり得ない選択肢であるが、外様・新家かつ少禄の蔵米取という公家社会でも最低水準の地位にあった家では、生活の窮乏のために各種の手当を貰えて一定の礼儀作法を学べ、更に将来的に天皇や後宮とのつながりを得ることの出来る御児を輩出することが家名存続にも関わると認識されていた。
御児に空席が生じた場合には、天皇が関白・武家伝奏・議奏と協議の上で後任が決定され、役料支給もあるために京都所司代の許可も必要とした。ただし、その候補者の実際の選定作業には奥向の女中などが持つ公家社会の女性のネットワークが関わっていたとみられている。特別の事情が無い限りは15歳頃に元服を行うに先立って退出することになった。また、天皇が譲位して上皇に転じた場合には、禁中児がそのまま院中児に異動することとされていたが、不幸にも天皇が崩御された場合には、御児も退出させられた。
御児の役割は対象者への近侍が主な仕事であるが、禁中児は天皇と公家や諸役人との間の連絡の取次を行ったり、夜の宿直に参加する禁裏小番の名簿を天皇に披露すると共に御児自身も宿直を分担していた。一方、東宮児には皇太子の「御学友」としての役割も有していた。勿論、学問に努めることは東宮児に限った話では無く、禁中児や仙洞児も天皇や上皇が和歌会を開いたり、和漢書の会読を行ったりする際には一緒に参加する必要があり、そのために和歌や学問の研鑽も求められていた。ただし、御児そのものが制度外の存在であることから「表」における公式儀式に参加することは出来ず、また「奥」の中核である後宮部分も男子である御児の立ち入りに制約があった。このため、「表」の奥の部分である御学問所や「奥」の表の部分である常御所などが主な業務の場となっていた。
御児の役料は時期によって異なるが、江戸時代前期の寛永年間には合力米の名目で年15石、寛文年間には年20石、時期は不明ながら18世期に入ると20人扶持（石高換算では年35石6斗）が定制となって幕末に至っている。前述の大原家や豊岡家などは30石クラスの知行しかなく、時期によっては御児の役料の方が、家の禄高よりも多い事態も起こりえたのである。
また、御児になることによって得られる特典として、例え公家の次男以下であったとしても、天皇や上皇に認められて「朝恩」として新家取立が認められる場合もあった。後水尾天皇期から東山天皇期にかけて新たに設立された新家の初代当主の経歴を見ると、御児を務めていた者が多くいる。しかし、17世紀後半以降、江戸幕府は公家の要員が確保出来たことを理由に新家取立を抑制する方針を打ち出すと、長年御児を務めていたからと言って必ずしも新家取立の恩恵を受けられるとは限らなくなってしまい、元服の時期を迎えても新家取立や養子縁組の話が来なかった御児は退出後は所謂「部屋住」として歴史の中に埋もれていったとみられている。孝明天皇の崩御後、その遺詔ということで禁中児を務めた甘露寺高丸の新家取立が認められ、松崎万長と名乗って新家・松崎家を創立している。
禁中児は明治維新後の明治4年（1871年）に内竪と改称、明治22年（1889年）に侍従職出仕と改称して、新政府における宮内省の組織に組み込まれることになる。明治の侍従職出仕は10代前半の公家華族の子弟から選ばれ、1日2名ずつ計4名により交替で明治宮殿に出仕しながら、普段は雑用などをこなして天皇の日常生活に奉仕し、必要に応じて「御内儀」の女官や「表御座所」の侍従との連絡の取次を務めた。15歳前後で退職するか正式な侍従に転身するかの選択が可能であったが、実際に侍従に転じた事例は少なく、大正10年（1921年）10月7日に行われた宮内省官制の改正に伴って廃止され、それと共に御児の歴史も幕を閉じた。

## 主な御児（禁中児）出身者
- 平松時庸
- 穂波経尚
- 今出川公詮
- 穂波経度
- 大原重徳
- 東久世通禧
- 岩倉具定
- 松崎万長